# David Flusser

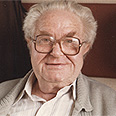
David Flusser nel 1981

David Flusser (Vienna, 15 settembre 1917 – Gerusalemme, 15 settembre 2000) è stato uno storico e biblista israeliano, studioso di storia del primo Cristianesimo e del Giudaismo del Secondo Tempio all'Università ebraica di Gerusalemme.

## Biografia
David Flusser nacque a Vienna il 15 settembre del 1917 ma ancora bambino si trasferì e crebbe nella città boema di Příbram; frequentò in seguito l'università di Praga. In tale città ebbe un incontro con il pastore Josef Perl, il quale accese il suo interesse per la figura di Gesù e per il cristianesimo. Nel 1939 Flusser si trasferì in Palestina, a quel tempo mandato britannico e completò il dottorato all'Università ebraica di Gerusalemme nel 1957. Tenne in seguito la cattedra del dipartimento di religioni comparate per molti anni.
Flusser fu un devoto ebreo ortodosso e si applicò allo studio della Torah e del Talmud, dei testi in Greco antico, Latino ed Arabo nonché all'ebraico dei Manoscritti del Mar Morto.
Flusser morì a Gerusalemme il 15 settembre del 2000, il giorno del suo 83º compleanno.

## Il pensiero di Flusser riguardo a Gesù
Gli studi di Flusser furono focalizzati anche sulla figura di Gesù esaminando e comparando testi ebraici e cristiani dell'antichità. In Gesù vide un ebreo autentico il cui ruolo era stato mal compreso dai suoi seguaci, accettando i resoconti dei vangeli per quanto in essi vi è di riferimento alla sua storicità.
Secondo David Satran, professore di religioni comparate all'Università di Gerusalemme, il Dr. Flusser fu molto chiaro nella sua convinzione che Gesù, non soltanto fu un autentico ebreo dalla nascita alla morte, ma che allo stesso tempo non fece nulla che possa essere interpretato come una ribellione o una messa in discussione dei principi basilari del giudaismo.
Flusser sviluppò la sua ricerca mentre molti ebrei maledicevano la cristianità a causa del nazismo. Durante il suo processo in Israele Adolf Eichmann rifiutò di fare un giuramento sul nuovo Testamento, insistendo che avrebbe giurato solo "in nome di Dio." Flusser commentò in un editoriale sul Jerusalem Post: "Non so chi è il Dio nel cui nome Eichmann ha giurato, ma sono certo che non è né il Dio di Israele né il Dio della Chiesa cristiana. Ora dovrebbe diventare chiaro ai più forti oppositori ebrei del cristianesimo che il cristianesimo 'di per sé' impone limitazioni, e che il più grande crimine contro il nostro popolo non è stato commesso in nome della fede cristiana
Flusser ha pubblicato oltre 1 000 articoli in ebraico, tedesco, inglese, ed altre lingue. Il risultato dei suoi molti studi accademici è condensato del suo libro Jesus del 1965 la cui seconda edizione, The Sage from Galilee, del 1998, è stata rivista e incorpora le sue ultime ricerche e il suo punto di vista su Gesù.
Uno dei punti di vista di Flusser che fu particolarmente influente in Germania e che fu fatto proprio anche da Joachim Jeremias era che il significato del nome Yeshu usato nel Talmud non fosse affatto una costruzione ad hoc ma una versione dialettale tipica della Galilea in quanto che, secondo Flusser, i galilei hanno difficoltà a pronunciare la finale Ayin del nome Yeshua.
Flusser nel 1992 affermò il suo parere circa il reale significato del Birkat Ha Minim, riferibile in origine ai Sadducei e non ai Giudeo-Cristiani..
La preparazione accademica di Flusser era quale filologo, quindi lo studio dei manoscritti greci, latini, ebraici e aramaici fu fondamentale per le sue ricerche. Un interesse particolare riservò al medioevale libro di Yosippon dal 1940 al 1982 quando completò la sua edizione di tale storia medioevale del periodo secondo del tempio. I suoi studi sui rotoli del Mar morto e sui i manoscritti del nuovo Testamento hanno fatto luce sia su molti aspetti del periodo contemporaneo che echeggiano nel libro di Yosippon.

## Riconoscimenti
Flusser fu membro dell'Accademia israeliana delle scienze e delle lettere e ricevette l'Israel Prize nel 1980 per i suoi contributi allo studio della storia degli Ebrei.
Lawrence Schiffman, presidente del dipartimento di Ebraico e Studi ebraici all'Università di New York, lo ha accreditato quale pioniere dello studio moderno del cristianesimo nello stato d'Israele nel contesto accademico.

## Opere pubblicate
- (EN) David Flusser, Lang Jaroslav, Jan Pelikan, Mary: Images of the Mother of Jesus in Jewish and Christian Perspective, Fortress Press, 1986, ISBN 978-0-8006-0765-4.
- (EN) David Flusser, Judaism and the Origins of Christianity, Gerusalemme, Magnes Press and the Hebrew University, 1988, ISBN 965-223-627-6.
- (EN) David Flusser, Jesus, Gerusalemme, Magnes Press and the Hebrew University, 1998, ISBN 965-223-978-X.
- (EN) David Flusser, Jewish Sources in Early Christianity, Adama Books, 1987, ISBN 978-0-915361-92-2.
- (EN) David Flusser, The Spiritual History of the Dead Sea Sect, MOD Press, 1989.
- (EN) David Flusser, Huub Van De Sandt, Jewish Traditions in Early Christian Literature, Volume 5 the Didache: Its Jewish Sources and Its Place in Early Judaism and Christianity; serie Compendia Rerum Iudaicarum Ad Novum Testamentum, Leiden, Brill, 2002, ISBN 978-90-232-3763-1.
- (EN) David Flusser, R. Steven Notley, The Sage from Galilee: Rediscovering Jesus' Genius, Grand Rapids, Eerdmans, 2007, ISBN 978-0-8028-2587-2.
- (EN) David Flusser, Judaism of the Second Temple Period: Qumran and Apocalypticism, vol. 1, Grand Rapids, Eerdmans, 2007, ISBN 978-0-8028-2469-1.
- (EN) David Flusser, Judaism of the Second Temple Period: The Jewish Sages and Their Literature, vol. 2, Grand Rapids, Eerdmans, 2009, ISBN 978-0-8028-2458-5.
- (EN) David Flusser, Jesus ... The Crucified One and the Jews, Varda Books, 2013.
- (FR) David Flusser, Jésus, Seuil, 1970, ISBN 978-2-02-003153-0.
- (FR) David Flusser, Jésus, Éclat, 2005, ISBN 978-2-84162-101-9.
- (FR) David Flusser, Les Sources juives du christianisme primitif, Éclat, 2003, ISBN 978-2-84162-071-5.
- (FR) David Flusser, La Secte de la mer Morte: L'histoire spirituelle et les manuscrits, Desclée de Brouwer, 2002, ISBN 978-2-220-05143-7.
- (FR) David Flusser, Pierre Geoltrain, Erich Lessing, Edward Schillebeeckx, Saint Paul, Hatier, 1980.